# Supersonus
Supersonus er en slægt af løvgræshopper i ordenen Orthoptera (græshopper), der først blev beskrevet i 2014. Slægten indeholder tre arter, der er endemiske for regnskoven i Sydamerika. Navnet er en hentydning til det faktum, at hannerne for at tiltrække hunnerne producerer en meget højfrekvent lyd, der kan nå 150 kHz (kun ved hjælp af højre vinge). Dette er blevet betragtet som den højeste frekvens produceret i dyreriget. Lyden er uhørlig for det menneskelige øre, som kun er i stand til at registrere op til 20 kHz.

## Habitat
Supersonus-arter lever i tropiske til lave regnskovmiljøer i højder mellem 10-15 m over skovbunden, ofte et par meter under skovkronen. De lever på og blandt epifytiske vækster så som bromelia (ananas) og orkideer på træstammer og grene.
Supersonus aequoreus er udbredt på øerne Gorgona og Gorgonilla i Gorgona National Natural Park (PNN), som ligger isolerede 35 km ud for det colombianske kystland. Øens regnskov svarer til fastlandet med en gennemsnitlig årstemperatur på 26 °C og en nedbør på i gennemsnit 6.891 mm.
Supersonus piercei er udbredt fra Perico-vandskellet omkring det lille samfund El Salto i Valle del Cauca-departementet på det colombianske fastland. Ligesom regnskoven i National Natural Park (PNN) Gorgona er skoven her en lavlands tropisk regnskov, men ligger ved de vestlige kanter af Andesbjergene, hvilket resulterer i mere regn og større temperaturudsving. Nedbørsmængder er i vandskelområdet mellem 4.000-10.000 mm, og temperaturen svinger mellem 18-25 °C årligt.
Supersonus undulus er udbredt i et regnskovsmiljø i lavlandet ved Tinalandia, i et privat skovreservat mellem Quito og Santo Domingo de los Colorado i Pichincha-provinsen. Regnskovens ligger i 600 meters højde, den højeste af de tre befolkningshabitater med en skov, der er typisk for de vestlige Andes-skråninger.